# کلیمنه (مادر فایتون)
کلیمنه (‎/ˈklɪmɪniː, ˈklaɪ-/‎؛ یونانی باستان: Κλυμένη) در اساطیر یونانی نام یک نیمف از اوکئانیدها بود که همسر خدای خورشید هلیوس و مادر فایتون و هلیادها بود. در بیشتر نسخه‌ها، کلیمنه کسی است که به فایتون نسب الهی خود را نشان می‌دهد و او را تشویق می‌کند تا به‌دنبال پدرش باشد و حتی ارابه خورشیدی او را براند.
اوریپید نسخه‌ای از داستان فایتون نوشت که به‌طور کامل باقی نمانده است. در نسخه اوریپید از این داستان، کلیمنه به‌عنوان عروس به مروپس، پادشاه اتیوپیا، داده شد. اگرچه همه تصور می‌کنند که مروپس پدر پسرش فایتون است، اما پدر او هلیوس است.